# Titularbistum Abrittum
Abrittum (ital.: Abritto) ist ein Titularbistum der römisch-katholischen Kirche.
Es geht auf einen Bischofssitz in der untergegangenen Stadt Abrittus in der römischen Provinz Moesia inferior (Niedermösien) im heutigen Bulgarien zurück.
| Titularbischöfe von Abrittum |                                   | |                    |                  |
| Nr.                          | Name                              | Amt | von                | bis              |
| 1                            | Jean de Vienne de Hautefeuille CM | Apostolischer Koadjutorvikar, Apostolischer Vikar von Südwest-Hebei Apostolischer Koadjutorvikar von Nord-Hebei Apostolischer Vikar von Küsten-Hebei (China) | 10. August 1915    | 11. April 1946   |
| 2                            | Maksimilijan Držečnik             | Weihbischof in Lavant Apostolischer Administrator der Diözese Maribor (Jugoslawien)                                                                          | 15. September 1946 | 15. Juni 1960    |
| 3                            | Cletus Francis O’Donnell          | Weihbischof in Chicago (Illinois) (USA) | 26. Oktober 1960   | 18. Februar 1967 |
| 4                            | Philemon Kurchaba CSsR            | Weihbischof in Lemberg (Ukraine) | 16. Januar 1991    | 26. Oktober 1995 |
| 5                            | Ján Eugen Kočiš                   | Weihbischof in Tschechien (Tschechien) | 24. April 2004     | 4. Dezember 2019 |
| 6                            | Călin Ioan Bot                    | Weihbischof in Lugoj (Rumänien) | 22. Januar 2020    | 15. Juni 2023    |
| 7                            | Petro Holinej                     | Weihbischof in Kolomyia (Ukraine) | 12. Juli 2023      |                  |